# Kondratij Firsanow
Kondratij Filippowicz Firsanow (ros. Кондратий Филиппович Фирсанов, ur. 5 września?/18 września 1902 we wsi Rożdiestwienskoje w guberni riazańskiej, zm. 20 stycznia 1993 w Samarze) – funkcjonariusz radzieckich służb specjalnych, generał major.

## Życiorys
Urodzony w rodzinie rosyjskiego chłopa. W 1913 skończył szkołę wiejską, pracował w gospodarstwie ojca i jako telefonista oraz na kolei. Od maja 1924 do 1926 służył w Armii Czerwonej, od 1926 w WKP(b), uczył się w instytucie masowego zaocznego kształcenia ogólnego przy KC WKP(b), pracował w rejonowych i okręgowych wydziałach finansowych m.in. w Riazaniu i Spassku. W 1937 II sekretarz, a od października 1937 do grudnia 1938 I sekretarz rejonowego komitetu WKP(b). Od grudnia 1918 do stycznia 1939 słuchacz kursów przy Centralnej Szkole NKWD ZSRR, 17 stycznia 1939 mianowany kapitanem bezpieczeństwa państwowego i szefem Zarządu NKWD obwodu orłowskiego, od 26 lutego do 31 lipca 1931 szef Zarządu NKGB obwodu orłowskiego, od 31 lipca 1941 do lipca 1944 ponownie szef Zarządu NKWD obwodu orłowskiego, 4 maja 1942 awansowany na majora bezpieczeństwa państwowego, 14 lutego 1943 pułkownika bezpieczeństwa państwowego, a 14 marca 1944 komisarza bezpieczeństwa państwowego. Od lipca 1944 do 31 maja 1949 szef Zarządu NKWD/MWD obwodu briańskiego. 9 lipca 1945 mianowany generałem majorem, od 31 maja 1949 do 10 lutego 1954 minister spraw wewnętrznych Baszkirskiej ASRR, od 23 kwietnia 1954 do kwietnia 1958 zastępca szefa Zarządu Kuniejewskiego Poprawczego Obozu Pracy MWD, od 1 maja 1958 do grudnia 1960 zastępca szefa Zarządu Poprawczej Kolonii Pracy Zarządu MWD obwodu kujbyszewskiego (obecnie obwód samarski). Deputowany do Rady Najwyższej ZSRR 1 kadencji. Odznaczony Orderem Czerwonego Sztandaru (20 września 1943) i Orderem „Znak Honoru” (26 kwietnia 1940).